# Nufăru
Nufăru é uma comuna romena localizada no distrito de Tulcea, na região de Dobruja. A comuna possui uma área de 57.68 km² e sua população era de 2440 habitantes segundo o censo de 2007.